# 北灯蛾属
北灯蛾属（学名：Amurrhyparia）为裳蛾科的一个属。

## 下属物种
本属包括以下物种：
- 黑纹北灯蛾 Amurrhyparia leopardinula (Strand, 1919)